# シヒューゴ・グリーン
シヒューゴ・"シー"・グリーン (Sihugo "Si" Green, 1933年8月20日 - 1980年10月4日) は、アメリカ合衆国の元プロバスケットボール選手。身長188cm、体重84kg。ポジションはポイントガード及びシューティングガード。

## 経歴
グリーンは1955年にデュケイン大学をNITトーナメント優勝に導き、自身は2年連続でオールアメリカ1stチームに選ばれた。大学3年間の成績は平均19.8得点11.6リバウンドであり、背番号『11』は大学の永久欠番に指定されている。
1956年、グリーンはNBAドラフト全体1位でロチェスター・ロイヤルズに入団した（なお、全体2位でボストン・セルティックス入りしたのがビル・ラッセルであった）。1年目は平均11.5得点を記録した。2年目は軍の招集で参加できず、復帰した1958-59シーズン途中でセントルイス・ホークスにトレードされた。ホークスでは1960年と1961年の2年連続でファイナル進出を経験したが、いずれもボストン・セルティックスに敗れた。1961年にシカゴ・パッカーズに移籍して3シーズン半プレーした。1965年、ドラフト同期のラッセル率いるセルティックスと契約し、10試合に出場した後解雇された。その後はEPBLでプレーを続け、1967年に現役を引退した。
NBAでの成績は、504試合の出場で通算4,636得点2,152リバウンド（平均9.2得点4.3リバウンド）であった。
グリーンは1980年に癌のため47歳の若さで死去した。